# 王家街道 (重庆市)
王家街道，是中华人民共和国重庆市渝北区下辖的一个乡镇级行政单位。

## 行政区划
王家街道下辖以下地区：
王家社区、观月路社区、苟溪桥村、玉峰山村、硚田村、荣华村和大屋村。